# (670) Ottegebe
(670) Ottegebe – planetoida z pasa głównego asteroid okrążająca Słońce w ciągu 4 lat i 255 dni w średniej odległości 2,8 j.a. Została odkryta 20 sierpnia 1908 roku w Landessternwarte Heidelberg-Königstuhl w Heidelbergu przez Augusta Kopffa. Nazwa planetoidy pochodzi od imienia bohaterki sztuki Der arme Heinrich Gerharta Hauptmanna. Przed jej nadaniem planetoida nosiła oznaczenie tymczasowe (670) 1908 DR.